# Čínská menšina v Česku
Čínská menšina v Česku tvoří jednu z menších komunit národnostních menšin v zemi.

## Historie

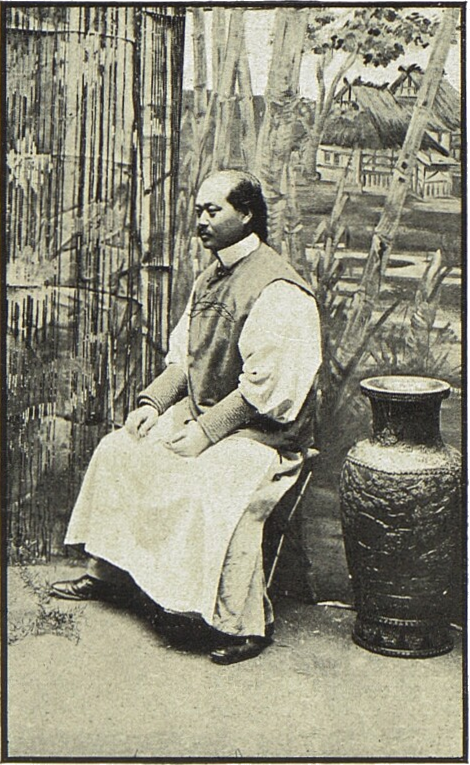
Li Gü, prodejce pražského obchodu Maison Staněk, (časopis Český svět, 1912)

### 19. a 20. století
Jedním z prvních zaznamenaných v českých zemích žijících Číňanů byl Li Gü, prodejce zaměstnaný ve firmě Maison Staněk, importního závodu pro dovoz orientálního zboží na pražském Novém Městě. Obchod byl největším a nejstarším podnikem svého druhu v Rakousku-Uhersku a ve své nabídce měla mj. nábytek, oděvy, koberce,jako první v českých zemích také čaj a další především z Asie pocházející zboží. Pan Li v obchodě pracoval na přelomu 19. a 20. století a dodával mu autentický ráz, mj. se jeho fotografie objevily v časopise Český svět.
Větší skupina Číňanů se v Československu usadila před druhou světovou válkou. Pocházeli především z přímořského města Wen-čou ve východočínské provincii Če-ťiang, ve velké většitě šlo o katolíky. Do ČSR přicházeli převážně jako obchodní cestující, někteří se oženili s Češkami a usadili se zde. Do 40. let 20. století do země přibylo několik dalších Číňanů, mj. akrobatů s kočovnými cirkusy, většina z nich však zemi opustila před začátkem druhé světové války. Několik čínských podnikatelů, kteří v zemi za německé okupace zůstali, emigrovalo do západní Evropy po komunistickém převzetí moci v roce 1948, kdy jim byly jejich podniky znárodněny. Kvůli prohlubujícímu se politickému čínsko-sovětskému rozkolu v 60. letech 20. století byl pak kontakt mezi Československou socialistickou a Čínskou lidovou republikou omezen na minimum.

### Po roce 1989
Prvotním centrem pro vznik čínské komunity ve východní Evropě po pádu komunistických režimů v 80. letech 20. století se stalo Maďarsko. Díky zdejší politice nabízet čínským státním příslušníkům bezvízový vstup tak mohlo do Maďarska do roku 1992 přijet až 45 tisíc Číňanů, převážně prodejců drobného zboží a pracovních migrantů. Když však byla maďarská bezvízová politika ukončena, Číňané se začali stěhovat také do dalších sousedních zemí, především do Polska, Rumunska a nově vzniklých České republiky a na Slovensko. Nešlo o chudé venkovské migranty, spíše např. o bývalé státní úředníky a dělníků ve státním podniku, kteří se tzv. vzdávali svých železných rýžových misek (pohodlného privilegovaného života v Číně), aby odešli do zahraničí a pokusili se zde uspět, především jako obchodníci. V polovině 90. let se Česká republika nakrátko stala hlavním tranzitním bodem pro pašovaní čínských migrantů do zemí západní Evropy, Maďarsko však tuto úlohu koncem 90. let opět přebralo. Koncem 90. let došlo ke krátkému období nárůstu počtu čínských žadatelů o azyl v ČR.

### 21. století
Během návštěvy čínského prezidenta Si Ťin-pchinga v Česku na konci března 2016 došlo v Praze k drobným incidentům mezi Číňany vítajícími prezidenta a demonstranty vyjadřující sounáležitost s Čínou okupovaným Tibetem, při kterých zasahovaly jednotky Policie ČR.

## Demografie a distribuce
Většina Číňanů v České republice je bydlištěm hlášena v Praze, i když jich zde již nežije tolik, jako v minulosti; v roce 1993 žilo mimo hlavní město jen 7 % Číňanů v zemi, do roku 2000 však toto číslo vzrostlo na 41 %. Statisticky pak čínská menšina volila jako místa k životu města více, než jakákoli jiná přistěhovalecká skupina v zemi. Čínané přicházející do roku 2000 pocházeli převážně z provincie Če-ťiang, z Pekingu a Šanghaje, muži převažovali nad ženami. Na konci 90. let mohlo být v ČR až 9 000 Číňanů, včetně ilegálních migrantů. Oficiální údaje Českého statistického úřadu z prosince 2007 však vykázaly počet 4 986 osob hlásících se k čínské národnosti; díky tomu se Číňané v Česku stali desátou největší skupinou zde žijících cizinců ze zemí mimo Evropskou unii.
Podle výsledků sčítaní lidu, domů a bytů v roce 2021 se k čínské národnosti přihlásilo 3 797 obyvatel ČR.

## Krajanské organizace

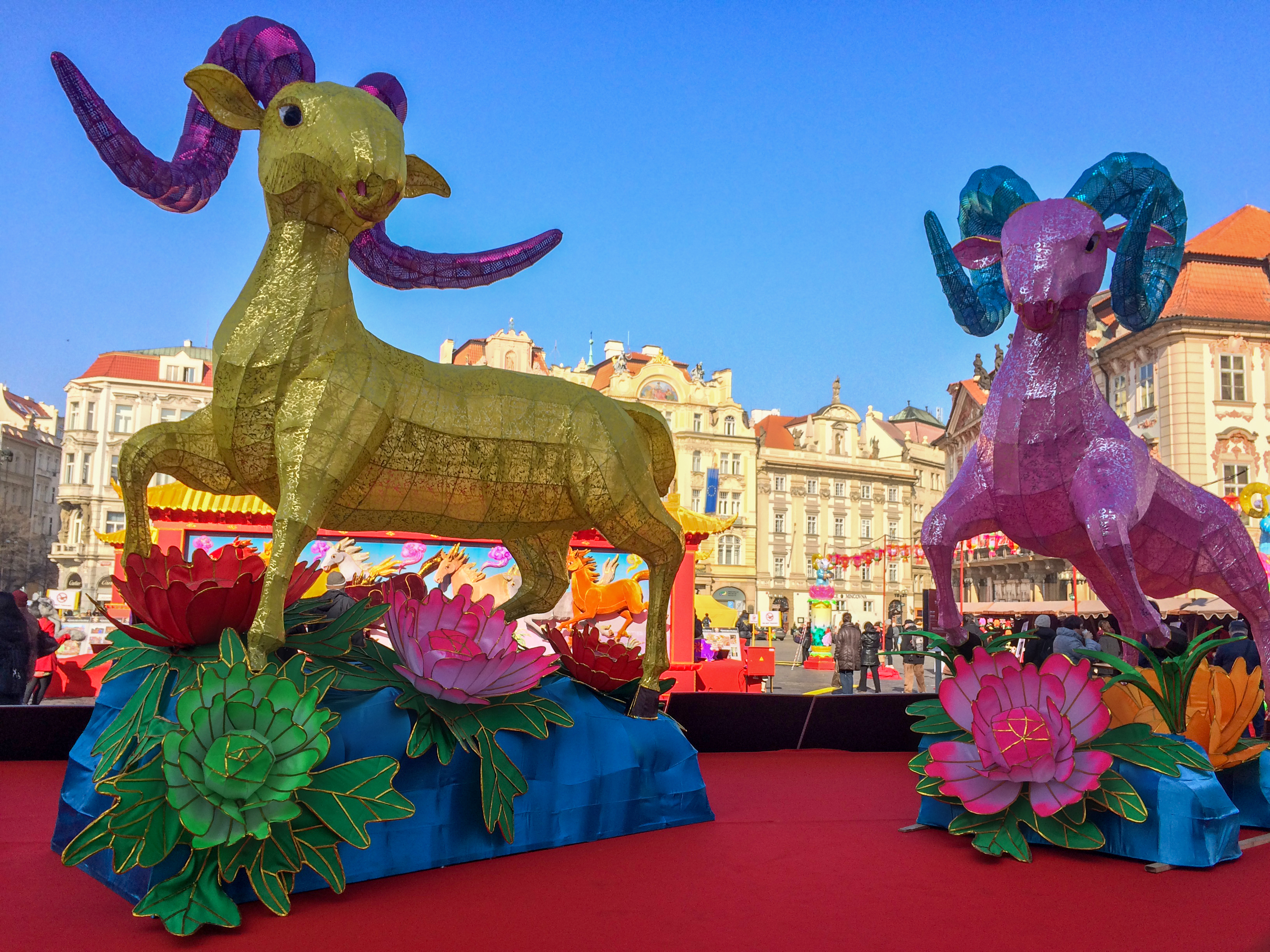
Oslava čínského Nového roku v Praze v roce 2015

Jedním z prvních čínských komunitních sdružení v České republice bylo Ústřední sdružení čínských podnikatelů a obchodníků v ČR (捷克华人工商业者协会), zkráceně označované jako Shanghui (商会). Založil jej pan Li, restauratér původem ze Šanghaje, který dříve žil v Hongkongu, Libérii a Španělsku, mluvící plynně anglicky. Přestože bylo sdružení oficiálně zaregistrováno v roce 1995, ve skutečnosti fungovalo již několik let předtím. Organizace byla postižena sérií skandálů kvůli spojení s čínským kriminálním podsvětím, mj. tzv. gangem hadích hlav a triád; v roce 1995 byl jeden z předsedů Shanghui, kvůli obchodnímu sporu, přepaden a kanceláře organizace byly zničeny, mnoho českých Číňanů pak uvedlo, že byli do Shanghui nuceni vstoupit pod nátlakem, platit tzv. výpalné pod rouškou členských příspěvků a podřitzovat se schématu koordinovaného stanovování cen.
Odpor v komunitě proti Shanghui vyústil v založení nového sdružení, Hualianhui (华联会). Na jeho počátku stály čtyři ženy, což je nezvyklý jev: značnou většinu čínských zámořských sdružení zakládali a ovládali muži. První předsedkyně, paní Weng, byla tlumočnicí, učitelkou jazyků a autorkou čínských kuchařek, která žila v Česku přes 40 let. V přímém důsledku problémů se Shanghui požadovalo Hualianhui k příjmání nových členů doporučení od stávajících členů a přísně nové žadatel prověřovalo, aby vyloučilo potenciální kriminálně problematické osoby. Hualianhui bylo otevřeno emigrantům jak z pevninské Číny, tak z politicky autonomního Tchaj-wanu, což v čínské komunitě způsobilo určité politické napětí mezi velvyslanectvím ČLR v Praze a vedením sdružení. V roce 2000 však nový čínský velvyslanec v ČR paní Weng oficiálně přijal na jednání v budově velvyslanectví a v roce 2001 se také objevil na oslavě čínského Nového roku pořádaného sdružením Hualianhui v roce 2001.